# Riccardo Sinigallia (album)
Riccardo Sinigallia è il primo disco solista del cantante Riccardo Sinigallia, pubblicato da Sony BMG nel 2003.

## Tracce
1. Cadere (R. Sinigallia) - 4:34
2. La revisione della memoria (Fr. Zampaglione. A. Bullini, R. Sinigallia) - 3:38
3. Bellamore (D. Sinigallia, Fr. Zampaglione, R. Sinigallia) - 5:09
4. Io sono Dio (E. Di Meo, Fr. Zampaglione, R. Sinigallia, S. Diana) - 3:23
5. So che ci sarai (F. Gatti, Fr. Zampaglione, R. Sinigallia) - 5:37
6. Buonanotte (R. Sinigallia) - 4:43
7. Ah nella vita... (Fr. Zampaglione, L. Arzilli, R. Sinigallia) - 4:12
8. Solo per te (E. Di Meo, F. Gatti, R. Sinigallia) - 3:42
9. Lontano da ogni giorno (Fr. Zampaglione, L. Arzilli, R. Sinigallia) - 4:42

## Formazione
- Riccardo Sinigallia - voce, chitarra acustica, tastiere, campionatori
- Francesco Zampaglione - chitarre, batteria, tastiere, Fender Rhodes
- Laura Arzilli - basso
- Emiliano Di Meo - sintetizzatore
- Vincenzo Restuccia - batteria (Bell'amore)
- Ares Tavolazzi - contrabbasso (Bell'amore)
- Marco Brioschi - tromba (Bell'amore)

## Video
1. Io sono Dio
2. Bellamore
3. Cadere
4. Solo per te